# Yukina Ōta
Yukina Ōta (japonês: 太田 由希奈, Hepburn: Ōta Yukina, Kyoto, Kyoto, 26 de novembro de 1986) é uma ex-patinadora artística japonesa. Ela foi campeã mundial júnior em 2003, e campeã do Campeonato dos Quatro Continentes em 2004.

## Principais resultados
| Resultados                                                                                      | Resultados    | Resultados    | Resultados        | Resultados        | Resultados      | Resultados      | Resultados    | Resultados    | Resultados    | Resultados    | Resultados    | Resultados    |
| Internacional                                                                                   | Internacional | Internacional | Internacional     | Internacional     | Internacional   | Internacional   | Internacional | Internacional | Internacional | Internacional | Internacional | Internacional |
| Evento/Temporada                                                                                | 1998– 1999    | 1999– 2000    | 2000– 2001        | 2001– 2002        | 2002– 2003      | 2003– 2004      | 2004– 2005    |               | 2006– 2007    | 2007– 2008    |               |               |
| ----------------------------------------------------------------------------------------------- | ------------- | ------------- | ----------------- | ----------------- | --------------- | --------------- | ------------- | ------------- | ------------- | ------------- | ------------- | ------------- |
| Campeonato dos Quatro Continentes                                                               |               |               |                   |                   |                 | Medalha de ouro |               |               |               |               |               |               |
| GP NHK Trophy                                                                                   |               |               |                   |                   |                 | 6.ª             |               |               |               |               |               |               |
| GP Skate America                                                                                |               |               |                   |                   |                 |                 | 7.ª           |               |               |               |               |               |
| GP Skate Canada International                                                                   |               |               |                   |                   |                 | 4.ª             |               |               |               |               |               |               |
| Golden Spin of Zagreb                                                                           |               |               |                   |                   |                 |                 |               |               | 4.ª           |               |               |               |
| Internacional – Júnior                                                                          |               |               |                   |                   |                 |                 |               |               |               |               |               |               |
| Campeonato Mundial Júnior                                                                       |               |               |                   | 9.ª               | Medalha de ouro |                 |               |               |               |               |               |               |
| JGP Grand Prix Júnior Final                                                                     |               |               |                   | 6.ª               | Medalha de ouro |                 |               |               |               |               |               |               |
| JGP JGP Bulgária                                                                                |               |               |                   | Medalha de ouro   |                 |                 |               |               |               |               |               |               |
| JGP JGP Itália                                                                                  |               |               |                   |                   | Medalha de ouro |                 |               |               |               |               |               |               |
| JGP JGP Iugoslávia                                                                              |               |               |                   |                   | Medalha de ouro |                 |               |               |               |               |               |               |
| JGP JGP Suécia                                                                                  |               |               |                   | 4.ª               |                 |                 |               |               |               |               |               |               |
| Nacional                                                                                        |               |               |                   |                   |                 |                 |               |               |               |               |               |               |
| Campeonato Japonês                                                                              |               |               |                   |                   | 4.ª             | 5.ª             |               |               | 12.ª          | 7.ª           |               |               |
| Campeonato Japonês – Júnior                                                                     | 11.ª          | 6.ª           | Medalha de bronze | Medalha de bronze |                 |                 |               |               |               |               |               |               |
|                                                                                                 |               |               |                   |                   |                 |                 |               |               |               |               |               |               |
| Legenda: GP = Grand Prix; JGP = Grand Prix Júnior; Competição não foi disputada nesta temporada |               |               |                   |                   |                 |                 |               |               |               |               |               |               |